# جورج پی. ویلبر
جورج پ ویلبر (زادهٔ ۶ مارس ۱۹۴۱) یک هنرپیشه اهل ایالات متحده آمریکا است.